# Кубок Содружества по биатлону 2024/2025
Альфа-Банк Кубок Содружества по биатлону 2024/2025 — III сезон Кубка Содружества по биатлону с участием национальных сборных России и Беларуси. Соревнования начались 6 сентября 2024 года в Красноярске и завершились 6 апреля 2025 года в Мурманске.
С этого сезона в Кубке Содружества появился ряд нововведений: дополнительные вознаграждения за победу в общем и малых зачётах в размере 750 000 и 300 000 рублей соответственно, номинация «Лучший молодой спортсмен (до 23 лет)» (аналогичный зачёт был введён в прошлом сезоне на Кубке России), а также обновлённые золотые медали, позолоченные 24-каратным золотом.
В феврале 2025 года в Раубичах прошёл главный старт сезона — «Кубок сильнейших спортсменов», результаты которого также идут в общий зачёт Кубка Содружества.
У мужчин второй год подряд победителем в общем зачёте стал Антон Смольский, он же завоевал и все «малые» Кубки в отдельных дисциплинах. У женщин трофей впервые в карьере выиграла Виктория Сливко.

## Этапы
Всего запланировано 6 этапов — 1 летний и 5 зимних, включая «Кубок сильнейших». 
- Красноярск (6 — 8 сентября 2024 года)

1. Спринт (мужчины, женщины)
2. Гонка преследования (мужчины, женщины)
3. Масс-старт (мужчины, женщины)

- Ханты-Мансийск (22 — 24 ноября 2024 года)

1. Спринт (мужчины, женщины)
2. Гонка преследования (мужчины, женщины)
3. Масс-старт (мужчины, женщины)

- Чайковский (20 — 22 декабря 2024 года)

1. Спринт (мужчины, женщины)
2. Гонка преследования (мужчины, женщины)
3. Масс-старт (мужчины, женщины)

- Дёмино (17 — 19 января 2025 года)

1. Спринт (мужчины, женщины)
2. Гонка преследования (мужчины, женщины)
3. Масс-старт (мужчины, женщины)

- Раубичи (15 — 23 февраля 2025 года)

1. Спринт (мужчины, женщины)
2. Гонка преследования (мужчины, женщины)
3. Короткая индивидуальная гонка (мужчины, женщины)
4. Одиночная смешанная эстафета
5. Смешанная эстафета
6. Масс-старт (мужчины, женщины)

- Мурманск (4 — 6 апреля 2025 года)

1. Спринт (мужчины, женщины)
2. Одиночная эстафета (мужчины, женщины)
3. Масс-старт (мужчины, женщины)

## Результаты

### 1-й этап —Красноярск(6 — 8 сентября 2024 года)
| Гонка                                                                                     | Мужчины | Женщины |
| Спринт 1. 6 сентября 2024 Мужчины: 10 км 2. 6 сентября 2024 Женщины: 7,5 км               | 1. Антон Смольский 23:18.7 (1) 2. Пётр Пащенко +23.3 (1) 3. Роман Ерёмин +47.6 (1) 4. Степан Данилов 5. Карим Халили 6. Кирилл Бажин Финишный протокол                  | 1. Анастасия Халили 21:59.5 (1) 2. Анастасия Шевченко +15.8 (0) 3. Тамара Дербушева +15.8 (1) 4. Анастасия Зырянова 5. Ирина Казакевич 6. Кристина Токарева Финишный протокол |
| Гонка преследования 1. 7 сентября 2024 Мужчины: 12,5 км 2. 7 сентября 2024 Женщины: 10 км | 1. Антон Смольский 34:18.4 (2) 2. Кирилл Бажин +42.0 (3) 3. Дмитрий Иванов +53.4 (1) 4. Карим Халили 5. Пётр Пащенко 6. Александр Корнев Финишный протокол              | 1. Анастасия Шевченко 31:39.3 (0) 2. Анастасия Халили +6.1 (4) 3. Тамара Дербушева +16.1 (4) 4. Ирина Казакевич 5. Виктория Сливко 6. Наталия Шевченко Финишный протокол      |
| Масс-старт 1. 8 сентября 2024 Мужчины: 15 км 2. 8 сентября 2024 Женщины: 12,5 км          | 1. Антон Смольский 36:30.8 (0) 2. Дмитрий Лазовский +10.7 (1) 3. Денис Иродов +29.7 (1) 4. Александр Поварницын 5. Александр Корнев 6. Максим Воробей Финишный протокол | 1. Динара Смольская 36:07.8 (3) 2. Виктория Сливко +6.8 (1) 3. Анна Григорьева +18.4 (1) 4. Владислава Гаврилова 5. Анастасия Гришина 6. Тамара Дербушева Финишный протокол   |

### 2-й этап —Ханты-Мансийск(22 — 24 ноября 2024 года)
| Гонка                                                                                   | Мужчины | Женщины |
| Спринт 1. 22 ноября 2024 Мужчины: 10 км 2. 22 ноября 2024 Женщины: 7,5 км               | 1. Эдуард Латыпов 24:31.3 (2) 2. Даниил Серохвостов +6.0 (3) 3. Карим Халили +16.1 (1) 4. Евгений Сидоров 5. Алексей Зубарев 6. Александр Логинов Финишный протокол | 1. Тамара Дербушева 22:07.9 (0) 2. Кристина Резцова +5.7 (0) 3. Светлана Миронова +6.0 (0) 4. Динара Смольская 5. Наталия Шевченко 6. Анастасия Гришина Финишный протокол |
| Гонка преследования 1. 23 ноября 2024 Мужчины: 12,5 км 2. 23 ноября 2024 Женщины: 10 км | 1. Даниил Серохвостов 33:32.1 (2) 2. Эдуард Латыпов +25.8 (2) 3. Иван Колотов +1:02.4 (0) 4. Никита Поршнев 5. Евгений Сидоров 6. Илья Авсеенко Финишный протокол   | 1. Динара Смольская 29:33.7 (2) 2. Анастасия Гришина +10.6 (1) 3. Виктория Сливко +30.5 (1) 4. Наталия Шевченко 5. Кристина Резцова 6. Виктория Метеля Финишный протокол  |
| Масс-старт 1. 24 ноября 2024 Мужчины: 15 км 2. 24 ноября 2024 Женщины: 12,5 км          | 1. Даниил Серохвостов 38:13.4 (2) 2. Никита Поршнев +15.3 (1) 3. Эдуард Латыпов +22.1 (3) 4. Антон Бабиков 5. Карим Халили 6. Антон Смольский Финишный протокол     | 1. Анна Сола 38:04.7 (3) 2. Анастасия Халили +21.1 (2) 3. Виктория Сливко +57.2 (1) 4. Наталия Шевченко 5. Полина Шевнина 6. Анастасия Егорова Финишный протокол          |

### 3-й этап —Чайковский(20 — 22 декабря 2024 года)
| Гонка                                                                                     | Мужчины | Женщины |
| Спринт 1. 20 декабря 2024 Мужчины: 10 км 2. 20 декабря 2024 Женщины: 7,5 км               | 1. Эдуард Латыпов 24:24.7 (0) 2. Даниил Серохвостов +20.3 (2) 3. Александр Корнев +23.5 (1) 4. Алексей Вагин 5. Александр Логинов 6. Евгений Сидоров Финишный протокол | 1. Анастасия Халили 20:55.3 (1) 2. Виктория Сливко +18.9 (1) 3. Полина Плюснина +26.0 (0) 4. Анна Сола 5. Ирина Казакевич 6. Екатерина Мошкова Финишный протокол     |
| Гонка преследования 1. 21 декабря 2024 Мужчины: 12,5 км 2. 21 декабря 2024 Женщины: 10 км | 1. Даниил Серохвостов 35:20.2 (5) 2. Александр Корнев +17.0 (6) 3. Эдуард Латыпов +18.7 (7) 4. Антон Смольский 5. Рустам Каюмов 6. Александр Логинов Финишный протокол | 1. Виктория Сливко 32:39.6 (2) 2. Динара Смольская +23.4 (3) 3. Наталия Шевченко +31.1 (2) 4. Анна Сола 5. Елизавета Каплина 6. Тамара Дербушева Финишный протокол   |
| Масс-старт 1. 22 декабря 2024 Мужчины: 15 км 2. 22 декабря 2024 Женщины: 12,5 км          | 1. Никита Поршнев 39:09.7 (0) 2. Антон Смольский +6.1 (3) 3. Дмитрий Лазовский +12.7 (0) 4. Даниил Серохвостов 5. Иван Колотов 6. Максим Воробей Финишный протокол     | 1. Наталия Шевченко 36:06.6 (2) 2. Анна Сола +18.0 (4) 3. Виктория Сливко +28.4 (2) 4. Динара Смольская 5. Елизавета Каплина 6. Анастасия Шевченко Финишный протокол |

### 4-й этап —Дёмино(17 — 19 января 2025 года)
| Гонка                                                                                   | Мужчины | Женщины |
| Спринт 1. 17 января 2025 Мужчины: 10 км 2. 17 января 2025 Женщины: 7,5 км               | 1. Даниил Серохвостов 22:32.4 (1) 2. Антон Смольский +5.5 (1) 3. Дмитрий Лазовский +13.8 (0) 4. Евгений Сидоров 5. Александр Логинов 6. Вячеслав Малеев Финишный протокол | 1. Анастасия Халили 19:29.1 (0) 2. Ирина Казакевич +30.5 (1) 3. Анна Сола +33.9 (1) 4. Анастасия Шевченко 5. Виктория Метеля 6. Елизавета Каплина Финишный протокол      |
| Гонка преследования 1. 18 января 2025 Мужчины: 12,5 км 2. 18 января 2025 Женщины: 10 км | 1. Антон Смольский 33:45.7 (4) 2. Даниил Серохвостов +17.7 (6) 3. Рустам Каюмов +18.8 (1) 4. Александр Логинов 5. Карим Халили 6. Эдуард Латыпов Финишный протокол        | 1. Анастасия Халили 27:51.5 (0) 2. Виктория Метеля +1:10.2 (1) 3. Анна Сола +1:26.6 (3) 4. Виктория Сливко 5. Наталия Шевченко 6. Ирина Казакевич Финишный протокол      |
| Масс-старт 1. 19 января 2025 Мужчины: 15 км 2. 19 января 2025 Женщины: 12,5 км          | 1. Никита Лобастов 34:59.9 (0) 2. Александр Логинов +5.1 (2) 3. Антон Бабиков +9.9 (2) 4. Антон Смольский 5. Максим Воробей 6. Александр Корнев Финишный протокол         | 1. Анастасия Халили 33:38.8 (3) 2. Виктория Сливко +7.3 (2) 3. Тамара Дербушева +15.5 (0) 4. Кристина Резцова 5. Анастасия Гришина 6. Динара Смольская Финишный протокол |

### «Кубок сильнейших» —Раубичи(15 — 23 февраля 2025 года)
Изначально в феврале 2025 года должен был пройти этап в Сочи, однако позднее его заменили на главный турнир сезона, «Кубок сильнейших спортсменов», в Раубичах (первоначальное название — «Открытый чемпионат Союзного государства»), организованный министерствами спорта России и Беларуси. Из-за аномально тёплой погоды сообщалось о возможном переносе соревнований в Россию, но 3 февраля оргкомитет соревнований официально подтвердил, что соревнования состоятся в Беларуси.
В турнире приняли участие более 80 биатлонистов из России и Беларуси, которые соревновались в 10 дисциплинах.
| Гонка                                                                                               | Мужчины | Женщины |
| Спринт 1. 15 февраля 2025 Мужчины: 10 км 2. 15 февраля 2025 Женщины: 7,5 км                         | 1. Антон Смольский 24:34.3 (0) 2. Савелий Коновалов +48.9 (0) 3. Илья Авсеенко +59.8 (1) 4. Александр Корнев 5. Карим Халили 6. Евгений Сидоров Финишный протокол | 1. Наталия Шевченко 20:00.0 (0) 2. Динара Смольская +6.3 (0) 3. Анастасия Шевченко +38.9 (1) 4. Анастасия Зырянова 5. Тамара Дербушева 6. Виктория Сливко Финишный протокол |
| Гонка преследования 1. 16 февраля 2025 Мужчины: 12,5 км 2. 16 февраля 2025 Женщины: 10 км           | 1. Антон Смольский 30:27.0 (1) 2. Карим Халили +1:40.9 (1) 3. Степан Данилов +2:03.2 (2) 4. Рустам Каюмов 5. Максим Воробей 6. Илья Авсеенко Финишный протокол | 1. Наталия Шевченко 27:43.2 (2) 2. Динара Смольская +3.0 (2) 3. Анастасия Халили +9.3 (1) 4. Анастасия Шевченко 5. Кристина Резцова 6. Виктория Сливко Финишный протокол |
| Короткая индивидуальная гонка 1. 18 февраля 2025 Мужчины: 15 км 2. 18 февраля 2025 Женщины: 12,5 км | 1. Карим Халили 41:31.9 (0) 2. Антон Бабиков +35.7 (2) 3. Александр Поварницын +47.9 (2) 4. Дмитрий Лазовский 5. Эдуард Латыпов 6. Степан Данилов Финишный протокол | 1. Ирина Казакевич 37:20.5 (1) 2. Наталия Шевченко +35.4 (2) 3. Екатерина Мошкова +40.2 (1) 4. Кристина Резцова 5. Динара Смольская 6. Анна Сола Финишный протокол |
| Одиночная смешанная эстафета 1. 20 февраля 2025 Женщины: 1x6 км Мужчины: 1x7.5 км                   | 1. Беларусь-1 40:08.4 (0+8) (Динара Смольская, Антон Смольский) 2. Беларусь-2 +12.5 (0+13) (Анна Сола, Илья Авсеенко) 3. Россия-6 +12.6 (0+5) (Виктория Сливко, Евгений Сидоров) Финишный протокол | 1. Беларусь-1 40:08.4 (0+8) (Динара Смольская, Антон Смольский) 2. Беларусь-2 +12.5 (0+13) (Анна Сола, Илья Авсеенко) 3. Россия-6 +12.6 (0+5) (Виктория Сливко, Евгений Сидоров) Финишный протокол |
| Смешанная эстафета 1. 22 февраля 2025 Женщины: 2x6 км Мужчины: 2x6 км                               | 1. Россия-2 1:00:44.2 (0+7) (Кристина Резцова, Виктория Сливко, Александр Логинов, Евгений Сидоров) 2. Россия-1 +12.6 (0+12) (Анастасия Халили, Наталия Шевченко, Антон Бабиков, Карим Халили) 3. Беларусь-1 +50.7 (1+9) (Динара Смольская, Анна Сола, Илья Авсеенко, Антон Смольский) Финишный протокол | 1. Россия-2 1:00:44.2 (0+7) (Кристина Резцова, Виктория Сливко, Александр Логинов, Евгений Сидоров) 2. Россия-1 +12.6 (0+12) (Анастасия Халили, Наталия Шевченко, Антон Бабиков, Карим Халили) 3. Беларусь-1 +50.7 (1+9) (Динара Смольская, Анна Сола, Илья Авсеенко, Антон Смольский) Финишный протокол |
| Масс-старт 1. 23 февраля 2025 Мужчины: 15 км 2. 23 февраля 2025 Женщины: 12,5 км                    | 1. Антон Смольский 38:56.9 (1) 2. Дмитрий Лазовский +10.8 (3) 3. Карим Халили +11.0 (3) 4. Александр Логинов 5. Эдуард Латыпов 6. Александр Поварницын Финишный протокол | 1. Виктория Метеля 33:42.4 (1) 2. Тамара Дербушева +7.0 (0) 3. Ирина Шаклеина +32.2 (1) 4. Анастасия Халили 5. Екатерина Мошкова 6. Динара Смольская Финишный протокол |

### 5-й этап —Мурманск(4 — 6 апреля 2025 года)
| Гонка | Мужчины | Женщины |
| Спринт 1. 4 апреля 2025 Мужчины: 10 км 2. 4 апреля 2025 Женщины: 7,5 км                                    | 1. Александр Логинов 27:04.6 (2) 2. Антон Бабиков +15.6 (1) 3. Ильназ Мухамедзянов +26.8 (1) 4. Карим Халили 5. Александр Поварницын 6. Кирилл Бажин Финишный протокол                        | 1. Динара Смольская 24:45.3 (1) 2. Анастасия Халили +15.0 (3) 3. Анна Сола +22.8 (3) 4. Светлана Миронова 5. Виктория Сливко 6. Виктория Метеля Финишный протокол                                       |
| Одиночная эстафета 1. 5 апреля 2025 Мужчины: 1x6 км + 1x7.5 км 2. 5 апреля 2025 Женщины: 1x6 км + 1x7.5 км | 1. Россия-1 41:56.5 (5+5) (Антон Бабиков, Александр Логинов) 2. Россия-2 +29.9 (4+5) (Кирилл Бажин, Карим Халили) 3. Беларусь-1 +46.5 (4+6) (Павел Белько, Антон Смольский) Финишный протокол | 1. Россия-2 46:34.2 (0+5) (Виктория Сливко, Тамара Дербушева) 2. Беларусь-1 +8.1 (3+5) (Ксения Воробей, Динара Смольская) 3. Россия-1 +16.5 (6+6) (Анастасия Халили, Виктория Метеля) Финишный протокол |
| Масс-старт 1. 6 апреля 2025 Мужчины: 15 км 2. 6 апреля 2025 Женщины: 12,5 км                               | 1. Карим Халили 38:25.4 (0) 2. Антон Бабиков +10.4 (2) 3. Евгений Сидоров +22.5 (1) 4. Антон Смольский 5. Кирилл Стрельцов 6. Илья Авсеенко Финишный протокол                                 | 1. Анастасия Халили 39:58.7 (2) 2. Виктория Метеля +23.1 (1) 3. Ирина Казакевич +37.6 (2) 4. Виктория Сливко 5. Светлана Миронова 6. Тамара Дербушева Финишный протокол                                 |

## Система начисления очков
| Место | 1   | 2   | 3   | 4   | 5  | 6  | 7  | 8  | 9  | 10 | 11 | 12 | 13 | 14 | 15 | 16 | 17 | 18 | 19 | 20 | 21 | 22 | 23 | 24 | 25 | 26 | 27 | 28 | 29 | 30 |
| Очки  | 120 | 114 | 108 | 103 | 99 | 96 | 94 | 92 | 90 | 88 | 86 | 84 | 82 | 80 | 78 | 76 | 74 | 72 | 70 | 68 | 66 | 64 | 62 | 60 | 58 | 56 | 54 | 52 | 50 | 48 |
|       |     |     |     |     |    |    |    |    |    |    |    |    |    |    |    |    |    |    |    |    |    |    |    |    |    |    |    |    |    |    |
| Место | 31  | 32  | 33  | 34  | 35 | 36 | 37 | 38 | 39 | 40 | 41 | 42 | 43 | 44 | 45 | 46 | 47 | 48 | 49 | 50 | 51 | 52 | 53 | 54 | 55 | 56 | 57 | 58 | 59 | 60 |
| Очки  | 46  | 44  | 42  | 40  | 38 | 36 | 34 | 32 | 30 | 28 | 26 | 24 | 22 | 20 | 18 | 16 | 14 | 13 | 12 | 11 | 10 | 9  | 8  | 7  | 6  | 5  | 4  | 3  | 2  | 1  |

## Зачёты Кубка Содружества

### Мужчины
| №  | Спортсмен            | Очки |
| -- | -------------------- | ---- |
|    | Антон Смольский      | 1919 |
| 2  | Карим Халили         | 1276 |
| 3  | Антон Бабиков        | 1573 |
| 4  | Дмитрий Лазовский    | 1563 |
| 5  | Евгений Сидоров      | 1559 |
| 6  | Эдуард Латыпов       | 1502 |
| 7  | Александр Поварницын | 1430 |
| 8  | Кирилл Бажин         | 1364 |
| 9  | Никита Поршнев       | 1343 |
| 10 | Александр Корнев     | 1306 |

| №  | Спортсмен          | Очки |
| -- | ------------------ | ---- |
|    | Антон Смольский    | 618  |
| 2  | Карим Халили       | 553  |
| 3  | Евгений Сидоров    | 526  |
| 4  | Дмитрий Лазовский  | 518  |
| 5  | Антон Бабиков      | 494  |
| 6  | Эдуард Латыпов     | 492  |
| 7  | Александр Корнев   | 489  |
| 8  | Александр Логинов  | 480  |
| 9  | Никита Поршнев     | 434  |
| 10 | Даниил Серохвостов | 420  |

| №  | Спортсмен            | Очки |
| -- | -------------------- | ---- |
|    | Антон Смольский      | 555  |
| 2  | Карим Халили         | 496  |
| 3  | Эдуард Латыпов       | 486  |
| 4  | Евгений Сидоров      | 431  |
| 5  | Рустам Каюмов        | 416  |
| 6  | Антон Бабиков        | 408  |
| 7  | Александр Поварницын | 388  |
| 8  | Кирилл Бажин         | 368  |
| 9  | Александр Логинов    | 367  |
| 10 | Никита Поршнев       | 355  |

| №  | Спортсмен            | Очки |
| -- | -------------------- | ---- |
|    | Антон Смольский      | 656  |
| 2  | Дмитрий Лазовский    | 594  |
| 3  | Карим Халили         | 557  |
| 4  | Антон Бабиков        | 557  |
| 5  | Кирилл Бажин         | 536  |
| 6  | Александр Поварницын | 527  |
| 7  | Иван Колотов         | 519  |
| 8  | Евгений Сидоров      | 516  |
| 9  | Никита Поршнев       | 472  |
| 10 | Максим Воробей       | 449  |

### Женщины
| №  | Спортсмен          | Очки |
| -- | ------------------ | ---- |
|    | Виктория Сливко    | 1804 |
| 2  | Динара Смольская   | 1765 |
| 3  | Тамара Дербушева   | 1749 |
| 4  | Наталия Шевченко   | 1742 |
| 5  | Анастасия Халили   | 1683 |
| 6  | Ирина Казакевич    | 1683 |
| 7  | Анастасия Шевченко | 1652 |
| 8  | Анна Сола          | 1522 |
| 9  | Кристина Резцова   | 1446 |
| 10 | Елизавета Каплина  | 1396 |

| №  | Спортсмен          | Очки |
| -- | ------------------ | ---- |
|    | Тамара Дербушева   | 603  |
| 2  | Анастасия Халили   | 594  |
| 3  | Ирина Казакевич    | 578  |
| 4  | Виктория Сливко    | 575  |
| 5  | Анастасия Шевченко | 567  |
| 6  | Динара Смольская   | 551  |
| 7  | Наталия Шевченко   | 551  |
| 8  | Анна Сола          | 543  |
| 9  | Елизавета Каплина  | 504  |
| 10 | Виктория Метеля    | 501  |

| №  | Спортсмен          | Очки |
| -- | ------------------ | ---- |
|    | Динара Смольская   | 530  |
| 2  | Виктория Сливко    | 526  |
| 3  | Наталия Шевченко   | 526  |
| 4  | Анастасия Шевченко | 481  |
| 5  | Анастасия Халили   | 480  |
| 6  | Кристина Резцова   | 470  |
| 7  | Тамара Дербушева   | 468  |
| 8  | Ирина Казакевич    | 465  |
| 9  | Виктория Метеля    | 456  |
| 10 | Анастасия Гришина  | 402  |

| №  | Спортсмен          | Очки |
| -- | ------------------ | ---- |
|    | Виктория Сливко    | 639  |
| 2  | Тамара Дербушева   | 594  |
| 3  | Динара Смольская   | 585  |
| 4  | Наталия Шевченко   | 551  |
| 5  | Анастасия Халили   | 549  |
| 6  | Ирина Казакевич    | 520  |
| 7  | Анастасия Шевченко | 510  |
| 8  | Анна Сола          | 492  |
| 9  | Юлия Шеллер        | 458  |
| 10 | Кира Дюжева        | 458  |